# Antoni Correig i Massó
Antoni Correig i Massó (Reus, 1910 - 2 de septiembre de 2002) fue un poeta español nacido en Reus que empezó a destacar a mediados de la década de los treinta. De familia sencilla, siempre tuvo profundas convicciones catolicistas. Al estallar la guerra se tuvo que esconder por su vinculación con el centro católico. Pasa al bando nacional y vuelve a Reus enrolado en la Falange. Pese a todo, desde el principio estuvo vinculado a la clandestinidad literaria catalana. Su mejor obra fue la producida entre los 30 y los 40, a partir de esta época entra en una fase espiritual y contemplativa de la realidad que le envuelve. Murió el 2 de septiembre de 2002 a los 92 años.
- Datos: Q8201050